# When Flanders Failed
«When Flanders Failed», traducido en España «Cuando Flanders fracasó»  y «El día que cayó Flanders» en Hispanoamérica, es un episodio correspondiente a la tercera temporada de la serie animada Los Simpson, emitido originalmente el 3 de octubre de 1991. El episodio fue escrito por Jon Vitti y dirigido por Jim Reardon.

## Sinopsis
Ned Flanders organiza una barbacoa para todos los vecinos para anunciar que abrirá una nueva tienda en el centro comercial: "The Leftorium", una tienda para zurdos. Homer, cansado de que todo el mundo lo admire, secretamente desea que el negocio le salga mal y se quede en la ruina.
El deseo de Homer se cumple: la tienda es un desastre y Ned se queda en la calle, sin casa y sin dinero. Es entonces cuando Homer tiene remordimientos y decide ayudarle. Llama a todos los zurdos que conoce y les pide que vayan a la tienda de Ned a comprar. De esta manera, Ned Flanders sale adelante y puede continuar con su negocio.
Mientras todo esto pasa, Bart se inscribe a clases de karate dictadas por Akira para complacer a Marge; pero al verlas como aburridas desde el primer día, decide ir a ellas para en verdad ir a los videojuegos y haciéndole creer a su familia que asiste y que aprende movimientos (los cuales son de los videojuegos). Pero en el momento de defender a Lisa de los bravucones de la escuela, quienes le quitaron su saxofón, aquellos dejan colgando a Bart de sus calzoncillos.